# 차가운 장미
《차가운 장미》(Avant l'hiver, Before the Winter Chill)는 룩셈부르크에서 제작된 필립 클로델 감독의 2013년 드라마 영화이다. 다니엘 오떼유 등이 주연으로 출연하였고 이브 마리온 등이 제작에 참여하였다.

## 출연

### 주연
- 다니엘 오떼유
- 크리스틴 스콧 토마스
- 레일라 벡티

### 조연
- 리샤르 베리
- 빅키 크리엡스
- 로레 킬링
- 제롬 바랑프랭
- 진-루이스 스빌
- 안느 메츨러
- 로랑 클라렛
- 아네트 쉴렉터
- 장 프랑수아 울프
- 조엘 델소

## 기타
- 공동제작: 제니 틸저
- 미술: 사무엘 데쇼어스
- 시각효과: 클로드 콩스
- 배역: 프랑세즈 메니드레이